# 大野純一 (翻訳家)
大野 純一（おおの じゅんいち、1944年 - ）は日本の翻訳家・出版業者。コスモス・ライブラリー代表。
東京浅草生まれ。1968年に一橋大学経済学部卒業。在学中より近代インドの宗教思想、特にヴィヴェーカーナンダを研究する。
クリシュナムルティの日本紹介に大きな役割を果たした。
2022年9月現在、脳内疾患により療養中。

## 主な訳書
- ミゲール・セラノ著『楽園の蛇―インド巡礼記』（平河出版社、1984年）
- ジッドゥ・クリシュナムルティ著『生と覚醒のコメンタリー』1-4（春秋社、1984年）
- ジッドゥ・クリシュナムルティ著『英知の教育』（春秋社、1988年）
- ジッドゥ・クリシュナムルティ著『未来の生』（春秋社、1989年）
- ルネ・フェレ著『クリシュナムルティ・懐疑の炎』（瞑想社、1989年）
- ジッドゥ・クリシュナムルティ著『学びと英知の始まり』（春秋社、1991年）
- ジッドゥ・クリシュナムルティ著『瞑想と自然』（春秋社、1993年）
- ススナガ・ウェーラペルマ著『気づきの探求-クリシュナムルティとともに考える』（めるくまーる、1993年）
- ジッドゥ・クリシュナムルティ著『しなやかに生きるために-若い女性への手紙』（コスモスライブラリー、2005年）

### 共訳
- 『真理の種子 -ジッドゥ・クリシュナムルティ対談集』（めるくまーる、1984年）
- ジッドゥ・クリシュナムルティ著『生の全体性』（聖真一郎との共訳、平河出版社、1986年）
- シャクティガワイン著『ポジティブ・シンキング』（大塚正之との共訳、 阿含宗総本山出版局、1991年）

### 編訳
- 『私は何も信じない-クリシュナムルティ対談集』（コスモスライブラリー、1996年）
- 『クリシュナムルティの世界』（コスモス・ライブラリー、1997年）
- 『クリシュナムルティの教育・人生論』(コスモス・ライブラリー、2000年）